# Cheilosia iberica
Cheilosia iberica is een vliegensoort uit de familie van de zweefvliegen (Syrphidae). De wetenschappelijke naam van de soort is voor het eerst geldig gepubliceerd in 1989 door Marcos-García & Claussen.